# Ursula Priess
Ursula Priess (* 1943 in Zürich als Ursula Frisch) ist eine Schweizer Heilpädagogin und Schriftstellerin. 

## Leben
Priess ist die ältere Tochter von Max Frisch und Gertrud Frisch-von Meyenburg. Sie studierte zuerst Literaturwissenschaft, später Heilpädagogik. Im Jahr 1966 verließ sie die Schweiz und lebte in Schottland, Schweden, Flintbek (bei Kiel) und Berlin. In ihren Romanen behandelt sie ihre konfliktbeladene Beziehung zu ihrem Vater. Über ihre Zeit in Istanbul veröffentlichte sie zwei Bücher.

## Werke
- (Herausgeberin): Europa Erlesen Istanbul. Wieser, Klagenfurt 2008.
- Sturz durch alle Spiegel. Eine Bestandsaufnahme. Ammann, Zürich 2009.
- Mitte der Welt. Erkundungen in Istanbul. btb, München 2011.
- Hund & Hase. Liebesversuche. btb, München 2015.